# Neozuga
Neozuga is een geslacht van vlinders van de familie spanners (Geometridae), uit de onderfamilie Ennominae.

## Soorten
- N. latifascia Warren, 1906
- N. strictifascia Warren, 1906